# Traumtelefon
Traumtelefon bzw. Traum Telefon (englischer Originaltitel: Electronic Dream Phone) ist ein Brett- und Deduktionsspiel sowie ein elektronisches Spielzeug des Spieleautors Michael Gray, das im Jahr 1991 bei dem amerikanischen Spielzeugunternehmen Milton Bradley Company als Spiel für Mädchen erschien. 1993 wurde es auch in Deutschland von MB Spiele veröffentlicht.

## Thema und Ausstattung
Thematisch ist Traum Telefon ein Spiel für Mädchen, bei dem es darum ging, den richtigen Traumjungen zu finden und zu treffen. Zentrales Element ist ein Telefon, das Hinweise auf den richtigen Jungen gibt. Die Spielmechanik entspricht der anderer Deduktionsspiele wie dem Detektivspiel Cluedo, bei dem die Mitspieler Hinweise so kombinieren müssen, dass sie zum richtigen Ergebnis oder in diesem Fall zum richtigen Traumboy führen.
Das Spielmaterial besteht neben einer Spielanleitung aus:
- einem Telefon,
- 24 Fotokarten,
- 12 Spezialkarten (Mithören, Auflegen, Lautsprecher),
- einem Block,
- vier Hinweisblätter-Haltern,
- einem Spielbrett, und
- einer Spielunterlage

## Spielweise
Zur Spielvorbereitung bekommt jede Mitspielerin ein Blatt des Notizblocks und einen Halter, in den sie dieses einstellen kann, sowie jeweils eine der drei Spezialkarten Mithören, Auflegen und Lautsprecher, die aufgedeckt vor den Mitspielerinnen abgelegt werden. Die Fotokarten mit den Traum-Boys werden gemischt und jede Mitspielerin bekommt drei dieser Karten, die ebenfalls offen ausgelegt werden. Die restlichen Karten kommen verdeckt auf die Spielunterlage. Eine Mitspielerin bekommt das elektronische Telefon und drückt „Neues Spiel“.
Die Startspielerin nimmt das Telefon und wählt einen der drei vor ihr liegenden Jungen aus, um diesen anzurufen. Sie wählt die Nummer auf der Karte und bekommt von dem Jungen einen Hinweis. Sie trägt diesen auf ihr Blatt ein und vergleicht ihn mit den Bildern auf dem Spielbrett. Die benutzte Fotokarte wird abgelegt und die Spielerin bekommt eine neue Karte, danach gibt sie das Telefon weiter. Die Spielerinnen, die aktuell nicht an der Reihe sind, können vor dem Wählen jeweils einmal pro Spiel eine ihrer Spezialkarten einsetzen. Die zuerst gespielte Karte muss ausgeführt werden. So können alle Spielerinnen mithören, wenn auf dem Telefon die Taste „Sprechen“ gedrückt wird. Bei der Karte „Laß jemanden mithören!“ darf nur eine Mitspielerin mithören und gibt die Karte in den Besitz der aktiven Spielerin. Wird „Mami sagt auflegen“ ausgespielt, muss die aktive Spielerin aussetzen.
Sobald eine Spielerin glaubt, den Traumboy identifiziert zu haben, darf sie raten und drückt dafür die Ratetaste am Telefon und ruft den Traumboy an.

## Veröffentlichungen
Das Spiel Traum Telefon wurde von Michael Gray entwickelt und 1991 unter dem Namen Electronic Dream Phone von der Milton Bradley Company in den Vereinigten Staaten veröffentlicht. In den Folgejahren folgten international weitere Ausgaben beim MB-Konzern in verschiedenen Sprachen, darunter 1993 auch eine Ausgabe auf Deutsch bei MB Spiele, wobei das Unternehmen bereits von Hasbro übernommen war. Spätere Auflagen des Spiels wurden unter der Verlagsbezeichnung Hasbro veröffentlicht. Das Spiel kostete in Deutschland etwa 150,- DM.
Im Jahr 2000 veröffentlichte das Unternehmen mit Mystery Date Electronic Board Game eine Neuauflage des Spiels.

## Belege
1. 1 2 3  Spielanleitung Traum Telefon, Hasbro 2000, verfügbar unter .
2. 1 2 3 4  Traum Telefon, Besprechung auf spielphase.de; abgerufen am 3. November 2018.
3. ↑  Electronic Dream Phone, Versionen bei BoardGameGeek. Abgerufen am 3. November 2018.
4. ↑  Mystery Date Electronic Board Game bei BoardGameGeek; abgerufen am 3. November 2018.